# انفجار اسکله شهید رجایی
انفجار اسکله شهید رجایی بعد از ظهر روز شنبه ۶ اردیبهشت ۱۴۰۴ رخ داد علت حادثه وجود «محموله بسیار خطرناک» می‌باشد که تحت عنوان «کالای معمولی» وارد و دپو شده بود. بر اساس اخبار رسمی منتشر شده تاکنون فوت ۷۰ نفر، مصدومیت ۱۲۴۲ نفر، مفقودی ۶ نفر و سوختگی ۵ نفر اعلام شده است. بندر شهید رجایی نقش حساسی در بازرگانی دریایی ایران دارد، به‌گونه‌ای که نزدیک به ۸۰ درصد از کل محموله‌های تجاری از طریق این بندر به کشور صادر یا وارد می‌شوند. برخی منابع این انفجار را مشابه انفجار انبارهای حزب‌الله در بندر بیروت در سال ۲۰۲۰ ذکر کرده‌اند. مقامات ایران هیچ توضیح رسمی در مورد ماده منفجره‌ای که ممکن است در این ترمینال مشتعل شده باشد ارائه نداده‌اند. فروم خاورمیانه گزارش داده است که دو کشتی ایرانی حامل بیش از ۲٬۰۰۰ تن سدیم پر کلرات در این بندر پهلو گرفته بودند.

## پیش زمینه
بندر شهید رجایی، بزرگ‌ترین بندر تجاری ایران در فاصله ۲۳ کیلومتری غرب بندر عباس در استان هرمزگان واقع است. این بندر که نقش مهمی در مبادلات خارجی ایران دارد، با ظرفیت تخلیه و بارگیری حدود ۸۸ میلیون تن در سال، نقش بسزایی در تجارت خارجی ایران ایفا می‌کند و به تنهایی بیش از ۵۵ درصد صادرات و واردات و ۷۰ درصد ترانزیت بنادر کشور را برعهده دارد. بنابر اعلام گمرک، ۴۷ درصد از درآمد گمرک کشور از این بندر تأمین می‌شود. طبق آمارهای رسمی، مجموع جابه‌جایی کالا در این منطقه در سال گذشته بیش از ۷۷ میلیون تن کالای نفتی و غیرنفتی بوده است.

دود ناشی از انفجار که از کیلومترها دورتر از محل حادثه مشخص بوده است.

طبق گفتگوی مهرداد حسن‌زاده، مدیر کل مدیریت بحران استان هرمزگان با شبکه خبر صدا و سیما، حادثه ناشی از انفجار مواد شیمیایی نگهداری شده در کانتینرهای دپو شده در بندر شهید رجایی بوده است، اما توضیحی دربارهٔ اینکه نوع ماده شیمیایی چه بوده است، نداد. با این حال خبرگزاری صدا و سیما وجود آمونیاک و انفجار آن را تکذیب کرد.شرکت ملی پالایش و پخش فرآورده‌های نفتی نیز ارتباط این انفجار با پالایشگاه‌ها و مخازن سوخت و خطوط لوله نفتی مرتبط با این شرکت در منطقه را تکذیب کرد.
با سرایت آتش به سایر کانتینرها که آنها نیز حاوی مواد اشتعال‌زا بودند، شدت آتش افزایش پیدا کرد که باعث استفاده از هلیکوپتر و اعزام تیم‌های آتش‌نشانی از سایر استان‌ها شد. آتش در نهایت پس از ۲۰ ساعت و در حوالی ساعت ۸ صبح یک‌شنبه ۷ اردیبهشت خاموش شد.

## گمانه‌زنی‌ها
نیویورک تایمز در گزارشی نوشته است که به نقل از یک منبع مرتبط با سپاه پاسداران انقلاب اسلامی، ماده منفجر شده در بندر شهید رجایی، «سدیم پرکلرات» بوده که یکی از ترکیب‌های اصلی سوخت جامد موشک است. پیشتر نیز فایننشال تایمز در ژانویه ۲۰۲۵ در طی گزارشی اعلام کرده بود که این ماده شیمیایی توسط دو کشتی از چین به ایران ارسال شده و قرار بود برای تجدید ذخایر موشکی ایران مورد استفاده قرار بگیرد. با این حال خبرگزاری ایرنا شامگاه شنبه گزارش داد که اداره گمرک ایران، علت بروز این حادثه را «دپوی مواد خطرناک و شیمیایی در محوطه بندر» عنوان کرده، اما ادامه داده که همچنان علت اصلی این اتفاق در دست بررسی است.
مقامات ایران هیچ توضیح رسمی در مورد ماده منفجره‌ای که ممکن است در این ترمینال مشتعل شده باشد ارائه نداده‌اند. فروم خاورمیانه گزارش داده است که دو کشتی ایرانی حامل بیش از ۲٬۰۰۰ تن سدیم پر کلرات در این بندر پهلو گرفته بودند، سدیم پر کلرات یک ترکیب شیمیایی است که در سوخت موشک استفاده می‌شود. تاکنون هیچ توضیح منطقی برای وجود این ماده شیمیایی در بندر رجایی داده نشده است که ظن پنهانکاری ایران را ایجاد می‌کند.
علی خضریان، عضو کمیسیون امنیت ملی مجلس شورای اسلامی، انفجار بندر شهید رجایی را، ناشی از ضعف ایمنی داخلی و سوءمدیریت دانست و تأکید کرد که تاکنون، هیچ سندی دال بر دخالت عوامل خارجی ارائه نشده است؛ او همچنین هشدار داد که فرافکنی در این شرایط، موجب انحراف افکار عمومی از مسئولان واقعی حادثه خواهد شد.

## خسارات

خسارت وارد شده به ساختمانی در بندرعباس

به نقل از رسانه‌ها، خسارات مالی این انفجار بالا بوده و یک واحد ساختمان اداری تخریب و شیشه بسیاری از خودروها و ساختمان‌های اطراف محل حادثه شکسته شده است. همچنین به نقل از بابک یکتاپرست، سخنگوی سازمان اورژانس کشور، چندین دستگاه آمبولانس از بندرعباس، لارستان به محل حادثه اعزام شده‌اند و آمار اولیه مصدومین را ۴۷ نفر اعلام کرد که بعدتر اعلام شد به ۲۸۱ نفر افزایش یافته است. همچنین با افزایش آمار مصدومین، هلیکوپتر و دستگاه‌های اتوبوس آمبولانس نیز از سایر نقاط کشور به بندرعباس اعزام شده است.
معاون دریایی اداره کل بنادر و دریانوردی هرمزگان، اسماعیل مکی‌زاده نیز با بیان خسارات مالی بالا در بندر شهید رجایی، از توقف عملیات‌های دریایی و بندری به‌طور موقت برای تمرکز بیش‌تر بر عملیات اطفای حریق خبر داد.

## تلفات
1. جبار درویش نیا
2. ایوب هواسعلی
3. محمود زهیری
4. موسی جمال زاده
5. حیات اله توحیدی زاده
6. مصطفی صالحی مقدم
7. رضا کلاتیان
8. احمد صادقی
9. سامان ظریفی
10. محمدرضا رام وردی
11. علی تیما
12. فرزاد امیریان
13. آرمان نوذرزاده
14. وحید شیخی
15. رضا قلی‌دوستی
16. حسن تنی
17. سحر خاور
18. سمیه رئیسی
19. افسانه تیما
20. حکیمه بختو
21. فاطمه حاتمی نژاد
22. جلال عباس پور
23. ادریس توتازهی
24. حمید توتازهی
25. یوسف جاوید
26. جواد کاظم پور
27. سید حسین رضوی
28. پدرام بشارت
29. اسماعیل تاجیک
30. امیرحسین دهقانی
31. محمد کریمی مزیدی
32. فاطمه امانی
33. سعید نامی
34. علیرضا سمیعی
35. عبدالباسط شاهوزهی
36. محمدرضا حقیقت
37. مبین ولی خانی
38. اکبر ایمانی
39. حسن رنجبر
40. افشین افرند
41. اسماعیل محمدی
42. محمد ملایی
43. محمدرضا رام رودی
44. جلال عباسپور
45. متین ولیخانی
46. سمیر عباسی
47. مهدی صالح‌آبادی
48. صادق کهوری
49. عیسی حاجبی
50. اسماعیل محمدزاده پوری
51. عباس اسلام‌نیا
52. اکبر حاجی‌موسایی
53. حمیدرضا حاجی‌موسایی
54. انور توتازهی
55. فرشاد راغبانی
56. داوود توتازهی
57. سروش نیکنام
58. بیژن پورقناد
59. علی یزدانی
60. عبدالرحمان پیرحیاتی
61. غلامرضا نورمحمدی
62. عبدالله کرمی

مدیر کل مدیریت بحران استان هرمزگان اعلام کرد تا ساعت ۸ صبح روز یک‌شنبه ۷ اردیبهشت، ۱۸ نفر جان خود را بر اثر این فاجعه از دست دادند و بیش از ۸۰۰ نفر مصدوم شدند که حدود دو سوم از آن‌ها مداوا شده و از بیمارستان ترخیص شده‌اند.
در روزهای بعد از فاجعه تعداد کشته شده‌ها افزایش یافت و دسته کم‌تعداد ۶۲ تن در این فاجعه کشته شدند.

## پیامدها
پس از وقوع انفجار، ابر غلیظی از گازها و ذرات شیمیایی سراسر بندرعباس را پوشاند. مدیریت بحران هرمزگان برای کاهش خطر مسمومیت دستور داد همهٔ مدارس، دانشگاه‌ها و ادارات شهر در ۷ اردیبهشت ۱۴۰۴ تعطیل شوند و از ساکنان خواست با ماسک در خانه بمانند؛ هم-زمان رسانه‌های محلی از افزایش شاخص آلودگی هوا تا مرز «بسیار ناسالم» و بروز علائم مسمومیت در امدادگران خبر دادند.
فعالیت تجاری در بندر شهید رجایی، که بزرگ‌ترین دروازهٔ صادرات و واردات ایران است، بلافاصله متوقف شد و گمرک کشور تنها دو روز بعد اجازهٔ پهلوگیری نخستین کشتی را صادر کرد؛ در دهمین بازده اداره کل بنادر گزارش داد که عملیات تخلیه و بارگیری «تا اطلاع ثانوی» تعلیق شده است. اختلال در جریان کالا و نگرانی‌های بازار موجب جهش قیمت ارز و فلزات گران‌بها شد: دلار در بازار آزاد از سد ۸۲ هزار تومان گذشت و قیمت سکهٔ بهار آزادی نیز در کمتر از ۲۴ ساعت به بیش از ۷۱ میلیون تومان رسید. این گرانی ناگهانی همراه با صف‌های طولانی در پمپ‌بنزین‌ها و موج پرسش‌ها دربارهٔ ایمنی بندر، فشار روانی شدیدی بر افکار عمومی وارد کرد.
در حوزهٔ امنیت و اطلاع‌رسانی، سپاه پاسداران برای مهار حریق و محافظت از محوطهٔ بندر مستقر شد و دادستانی کل کشور هشدار داد با منتشرکنندگان «شایعات و مطالب مخرب» در شبکه‌های اجتماعی برخورد خواهد کرد؛ سازمان مدیریت بحران نیز از رسانه‌ها خواست تنها اطلاعیه‌های رسمی آن نهاد را بازتاب دهند. این رویکرد، همراه با گزارش‌های انتقادی دربارهٔ پوشش محدود صداوسیما، بحثی تازه در جامعه پیرامون سانسور حوادث صنعتی برانگیخت.
در نهایت، با افزایش شمار قربانیان به ۱۸ نفر، استاندار هرمزگان سه روز عزای عمومی در سراسر استان اعلام کرد و پرچم‌ها بر فراز ساختمان‌های دولتی نیمه‌برافراشته شد.

### تجمع خانواده مفقودان
تعدادی از اعضای خانواده مفقودان حادثه انفجار، با در دست داشتن عکس عزیزانشان در مقابل ورودی این بندر تجمع کرده و خواستار تعیین تکلیف عزیزان خود شدند.

## تأثیر اقتصادی
بندر شهید رجایی بزرگ‌ترین قطب دریایی ایران است که سالانه حدود ۸۰ میلیون تن کالا را جابه‌جا می‌کند و ۸۵ تا ۹۰ درصد از ترافیک کانتینری کشور و ۵۵ درصد از تجارت کل ایران را به خود اختصاص می‌دهد. این بندر همچنین از نظر ظرفیت جابه‌جایی، چهل و چهارمین بندر بزرگ جهان محسوب می‌شود. انفجار رخ داده منجر به تعلیق تمامی واردات و صادرات از طریق این بندر شد. این اختلال بخش قابل توجهی از فعالیت‌های تجاری ایران را متوقف کرده و بر جریان‌های درآمدی و زنجیره تأمین کالاهای ضروری تأثیر گذاشته است. با وجود شدت انفجار، زیرساخت‌های نفتی ایران، از جمله پالایشگاه‌ها و خطوط لوله در این منطقه، همچنان به فعالیت خود ادامه داده‌اند. بسته شدن بندر ممکن است صادرات نفت و محصولات مرتبط را، که برای اقتصاد ایران و درآمدهای ارزی حیاتی هستند، مختل کند.

## واکنش‌ها

### داخلی
- علی خامنه‌ای، رهبر ایران طی پیامی این رویداد را موجب «اندوه و نگرانی» خواند، و از مسئولان امنیتی و قضایی خواست تا با بررسی کامل، هرگونه سهل‌انگاری یا تَعَمُد را شناسایی، و مطابق قانون پیگیری نمایند. وی تأکید کرد که همهٔ مسئولان موظفند از وقوع حوادث مشابه پیشگیری کنند. خامنه‌ای در ادامه، از مردمِ داوطلبِ اهدای خون نیز به دلیل «همدلی در لحظهٔ نیاز» تشکر کرد.[۴۵]
- مسعود پزشکیان، رئیس‌جمهور ایران پیامی را در ایکس منتشر کرد و گفت «ضمن ابراز تاسف عمیق و هم‌دردی با حادثه دیدگان در استان هرمزگان، دستور بررسی وضعیت و علل حادثه را صادر کردم.»[۴۶]
- اسکندر مؤمنی، وزیر کشور، طی تماس تلفنی با محمد آشوری، استاندار هرمزگان، ضمن دریافت گزارش اولیه، دستور رسیدگی فوری به این حادثه را صادر کرد. همچنین با دستور مؤمنی، رئیس سازمان مدیریت بحران کشور نیز عازم منطقه شده است.[۴۲]
- محمدباقر قالیباف رئیس مجلس شورای اسلامی در پی حادثه انفجار بندر شهید رجایی به هیاتی مرکب از اعضای کمیسیون‌های مرتبط مجلس شامل عمران، امنیت ملی و سیاست خارجی، امور داخلی کشور و شوراها و بهداشت و درمان مأموریت داد تا برای بررسی وضعیت و ابعاد حادثه به بندر شهید رجایی در استان هرمزگان اعزام شوند و گزارشی از روند رسیدگی‌ها به مجلس ارائه دهند.[۴۷]
- گمرک ایران هم ضمن اعلام اینکه انفجار در محوطه گمرکی بندر شهید رجایی و در شعاع ۲ کیلومتری ساختمان اداری گمرک رخ داده است، اعلام کرد خروج تمامی کامیون‌هایی که تشریفات گمرکی آنها انجام شده است در حال انجام بوده و تاکنون هیچ‌گونه تلفات جانی از کارکنان گمرک گزارش نشده است.[۴۸]
- رضا طلایی‌نیک، سخنگوی وزارت دفاع جمهوری اسلامی ایران، ادعا کرد که در محل انفجار در بندر شهید رجایی، هیچ محموله نظامی وجود نداشته است؛ با این حال، گزارش‌های مستقل پیشین، حاکی از ورود کشتی حامل مواد شیمیایی حامل سوخت موشکها از چین به ایران بوده و تخلیه بخشی از محموله آن در این بندر بوده‌اند.[۴۹]
- سفیر ایران در لبنان، در واکنش به انفجار رخ‌داده در بندر شهید رجایی بندرعباس، آن را «بسیار کوچک‌تر از انفجار بندر بیروت و قابل مقایسه نبودنش با آن» دانست.[۵۰]
- بازیگران ایرانی با انتشار پیام‌های جداگانه ای در شبکه‌های اجتماعی به حادثه انفجار واکنش نشان دادند و با عرض تسلیت نسبت به حادثه رخ داده برای خانواده‌های فوت شدگان آرزو بردباری و شکیبایی داشتند.[۵۱]
- وزارت ورزش و جوانان ایران و جامعه ورزش ایران هم با انتشار پیام‌های جداگانه ای در شبکه‌های اجتماعی به حادثه انفجار واکنش نشان داده و با عرض تسلیت نسبت به حادثه رخ داده برای خانواده‌های فوت شدگان آرزو صبر و بردباری داشتند.[۵۲]
- فستیوال موسیقی کوچه در بوشهر، با برگزاری مراسمی برای ادای احترام به قربانیان انفجار این بندر و نیز به منظور همدردی با خانواده‌های آنان، برنامه‌های خود را پیش از موعد مقرر به پایان رساند.[۵۳]
- جعفر پناهی، کارگردان سینما و زندانی سیاسی پیشین هم نوشت: «آتش بندرعباس، شعله‌های فروپاشی حکومتی است که نزدیک نیم قرن ایران را به خاکستر کشیده، و محصول این ویرانی، فقر، فساد، تبعیض، سرکوبی، نابودی زیرساخت‌ها و انزوای جهانی ایران است».[۵۴]

### خارجی
- جمهوری آذربایجان: وزارت امور خارجهٔ جمهوری آذربایجان حادثه را تسلیت گفت. در پیام آن وزارتخانه آمده است: «ما به خانواده‌ها و بستگان جانباختگان، مردم و دولت ایران از صمیم قلب تسلیت می‌گوییم و صمیمانه امیدوار به شفای عاجل مجروحان هستیم.»[۵۵]
- اردن: وزارت امور خارجه و امور مهاجران اردن، مراتب تسلیت عمیق خود را به جمهوری اسلامی ایران، به خاطر قربانیان انفجار رخ داده در بندر شهید رجایی بندرعباس ابراز کرد. سخنگوی رسمی این وزارتخانه سفیان القضاة، مراتب تسلیت و همبستگی کامل پادشاهی اردن را با جمهوری اسلامی ایران در این حادثه اعلام کرد و مراتب تسلیت عمیق خود را به خانواده‌های قربانیان ابراز داشت و برای مجروحان آرزوی بهبودی سریع نمود.[۵۶]
- ارمنستان: وزارت امور خارجهٔ ارمنستان در بیانیه‌ای تسلیت خود را به دولت و مردم ایران و همچنین خانواده‌های جان‌باختگان ابراز کرد و برای مجروحان این حادثه آرزوی بهبودی سریع بیان نمود.[۵۷]
- ازبکستان: بختیار سعیدوف، وزیر امور خارجهٔ ازبکستان در پیامی به عباس عراقچی وزیر امور خارجهٔ ایران، از وقوع حادثه ابراز تأسف عمیق کرد، مراتب تسلیت و همدردی صمیمانه خود را با خانواده‌های جان‌باختگان و دولت و ملت ایران ابراز داشت و برای مصدومان آرزوی شفای عاجل کرد.[۵۸]
- اسرائیل: به نقل از جزورالم پست و معاریو، برخی منابع در ارتش اسرائیل اعلام کردند که این کشور هیچ ارتباطی با انفجار رخ داده در ایران ندارد.[۵۹][۶۰]
- آفریقای جنوبی: دولت آفریقای جنوبی مراتب تسلیت خود را به دولت و مردم ایران در پی انفجار ابراز داشت.[۶۱]
- افغانستان: وزارت خارجه حکومت سرپرست افغانستان با ارسال پیامی، تسلیت و همدردی خود را با جمهوری اسلامی ایران اعلام کرد.[۶۲]
- الجزایر: احمد عطاف، وزیر امور خارجهٔ الجزایر در تماسی تلفنی با عباس عراقچی دربارهٔ روابط دوجانبه و تحولات منطقه‌ای و بین‌المللی، با ابراز تاسف از این حادثه، به خانواده‌های جانباختگان و مردم و دولت ایران تسلیت گفت.[۶۳]
- امارات متحده عربی: وزارت امور خارجه امارات نیز در پی این حادثه با دولت و ملت ایران ابراز همدردی کرد و ضمن تسلیت به خانواده‌های داغدار برای مصدومان طلب شفای عاجل کرد.[۶۴]
- بحرین: وزارت خارجهٔ بحرین در بیانیه‌ای ضمن ابراز همدردی با ملت و دولت ایران، وقوع این حادثه را تسلیت گفت.[۶۲]
- برزیل: وزارت امور خارجهٔ برزیل در یک بیانیهٔ مطبوعاتی، تسلیت خود را اعلام کرد. این وزارتخانه اعلام کرد: «دولت برزیل ضمن ابراز تسلیت به خانواده‌های قربانیان و آرزوی بهبودی کامل برای مجروحان، همبستگی خود را با مردم و دولت ایران ابراز می‌کند.»[۶۵]
- بریتانیا: سفارت بریتانیا در تهران در پیامی در اینستاگرام با ابراز همدلی و تأسف، این حادثه را تسلیت گفت و با خانواده‌های قربانیان و آسیب‌دیدگان ابراز همدردی کرد.[۶۶]
- بلاروس: رئیس‌جمهور بلاروس، الکساندر لوکاشنکو، در پیامی به رئیس‌جمهور ایران تسلیت گفته و حمایت خود و کشورش را از آسیب‌دیدگان اعلام کرد.[۶۷]
- بنگلادش: محمد توحید حسین، سرپرست وزارت امور خارجهٔ بنگلادش در پیامی به عباس عراقچی وزیر امور خارجهٔ ایران، تسلیت و همدردی این کشور را با خانواده‌های قربانیان و دولت و ملت ایران ابراز داشت.[۶۸]
- بوسنی و هرزگوین: اِلمِدین کوناکوویچ وزیر امور خارجهٔ بوسنی و هرزگوین در پیامی به عباس عراقچی، حادثه را تسلیت گفته و با دولت و ملت ایران ابراز همدردی کرد.[۶۹]
- بولیوی: الخاندرو گالاردو بالدیویزو، وزیر انرژی و هیدروکربن بولیوی، در دیدار با محسن پاک‌نژاد، وزیر نفت ایران، تسلیت و همدردی خود را با مردم ایران اعلام نمود.[۷۰]
- پاکستان: نخست‌وزیر پاکستان، شهباز شریف طی پیامی گفت که پاکستان «در این لحظات دشوار در کنار ملت و دولت جمهوری اسلامی ایران ایستاده است.» محمد مدثر تیپو، سفیر پاکستان در ایران با ابراز اندوه نسبت به انفجار و همبستگی با آسیب‌دیدگان بیان داشت: «پاکستان با قوت تمام در این لحظات سخت در کنار ایران ایستاده است.»[۷۱]
- تاجیکستان: امامعلی رحمان، رئیس‌جمهور تاجیکستان با ارسال پیامی به مسعود پزشکیان همدردی و پیام تسلیت خود را به دولت و ملت ایران ابراز کرد.[۷۲]
- ترکمنستان: رشید مردوف، وزیر امور خارجهٔ ترکمنستان، در گفت وگوی تلفنی با عباس عراقچی، وزیر امور خارجهٔ ایران، همدردی و تسلیت این کشور را با دولت و مردم ایران برای این حادثه ابراز کرد.[۷۳]
- ترکیه: وزارت امور خارجه ترکیه با صدور بیانیه‌ای، با مردم ایران اعلام همدردی کرد. ترکیه با خانواده‌های قربانیان این حادثه ابراز همدردی کرده و به ملت ایران تسلیت گفت. همچنین برای مجروحان این حادثه آرزوی بهبودی کرد. مقامات ترکیه همچنین تأکید کردند که آمادهٔ همکاری و کمک به مقامات ایرانی هستند.[۷۴]
- تونس: سمیر ابن سالم عبید، وزیر تجارت و توسعهٔ صادرات تونس در طی دیدار با محمدرضا عارف، معاون اول رئیس‌جمهور، حادثهٔ بندر شهید رجایی را تسلیت گفت.[۷۵]
- چین: گو جیاکون، سخنگوی وزارت امور خارجهٔ چین در نشست خبری خود این حادثه را تسلیت گفت و «به دولت ایران، خانواده‌های قربانیان و مجروحان صمیمانه تسلیت و همدردی عرض می‌کند. ما برای بهبودی سریع مجروحان آرزوی سلامتی داریم.»[۷۶]
- دانمارک: سفارت پادشاهی دانمارک در تهران در صفحهٔ اینستاگرام خود، این حادثه را تسلیت گفت.[۷۷]
- روسیه: ولادیمیر پوتین، رئیس‌جمهور روسیه در پیامی این واقعه دردناک را به رهبری ایران تسلیت گفت و آمادگی خود را برای ارائه کمک‌های لازم و رفع پیامدهای این فاجعه اعلام کرد.[۷۸] سفارت روسیه در تهران حادثهٔ بندر شهید رجایی را تسلیت گفت. همچنین اعلام آمادگی نمود که هرگونه درخواست دولت ایران برای نیاز به کمک روسی، فوراً به مسکو ارسال خواهد شد تا تصمیمات لازم به صورت عملیاتی انجام گردد.[۷۹]
- زیمبابوه: کنستانتین چیونگا، معاون رئیس‌جمهوری زیمبابوه، در طی دیدار با محمدرضا عارف، معاون اول رئیس‌جمهور ایران، از وقوع این حادثه ابراز تأسف نمود و با خانوادهٔ جانباختگان ابراز همدردی و برای مصدومان آرزوی بهبودی کامل کرد.[۸۰]
- ژاپن: سفیر ژاپن در ایران، تسوکادا تاماکی، همدردی نمود و با ابراز تسلیت خود به دولت، ملت ایران و خانواده‌های کشته‌شدگان، گفت: «برای بهبود هر چه سریع‌تر مجروحان این حادثه دعا می‌کنم.»[۸۱]
- سری‌لانکا: وزارت امور خارجه سریلانکا با انتشار بیانیه‌ای، انفجار در بندر شهید رجایی در شهر بندر عباس را تسلیت گفت.[۸۲]
- سوئد: سفارت سوئد در ایران در پیامی این حادثه تسلیت گفت. این سفارت در صفحهٔ اینستاگرام رسمی خود نوشت: «ما در سفارت سوئد با مصیبت دیدگان و صاحبان عزا اظهار همدردی می‌کنیم. ای کاش دیروز فاجعه را دل به رحم می‌آمد و بر تقویم خط سرخ نمی‌کشید. برای ایرانیان تسلای خاطر آرزو می‌کنیم.»[۸۳]
- سوئیس: سفارت سوئیس در تهران در پیامی در اینستاگرام نوشت: «از خبر انفجار در بندر شهید رجایی بندرعباس در جنوب ایران بسیار متأثر شدیم. افکار ما با قربانیان، خانواده‌های آنان و همه کسانی است که خستگی ناپذیر برای نجات و بهبودی تلاش بازماندگان کمک می‌کنند.»[۸۴]
- سودان: محاسن علی یعقوب، وزیر صنعت سودان، در دیدارش با محمدرضا عارف، معاون اول رئیس‌جمهور ایران، ابراز همدردی با دولت و ملت ایران نمود.[۸۵]
- صربستان: سفارت جمهوری صربستان در تهران در پیامی این حادثه را تسلیت گفت.[۸۶]
- عراق: دولت عراق نیز با انتشار بیانیه‌ای، ضمن اعلام تسلیت، با مردم و دولت ایران ابراز همبستگی کرد.[۶۴]
  -  اقلیم کردستان عراق: نیچیروان ادریس بارزانی، رئیس اقلیم کردستان عراق، در پیام تسلیتی نوشت: «عمیق‌ترین تسلیت‌ها را به رهبری جمهوری اسلامی، مردم ایران، خانواده و بستگان قربانیان انفجار امروز بندر شهیدرجایی در شهر بندرعباس تقدیم می‌کنیم. در این ناراحتی و غم جانکاه، شریک غمتان هستیم.»[۸۷]
- عربستان سعودی: سلمان بن عبدالعزیز آل سعود، پادشاه عربستان سعودی در پیام تسلیت به رئیس‌جمهور ایران گفت: «از وقوع انفجار در بندر شهید رجایی اطلاع یافتیم و از آنچه که منجر به جان باختن و مجروح شدن تعدادی از افراد شد، غمگینیم. ضمن تسلیت به شما، خانواده‌های داغدیده و ملت ایران، از خداوند متعال برای متوفیان طلب رحمت و برای بازماندگان صبر و برای مجروحان شفای عاجل درخواست می‌کنیم».[۸۸] وزارت امور خارجهٔ عربستان سعودی مراتب تسلیت خود را به ایران به دلیل انفجار رخ داده ابراز کرد. پادشاهی سعودی مراتب تسلیت خود را به خانواده‌های قربانیان ابراز کرد، برای مجروحان آرزوی بهبودی سریع نمود و آمادگی خود را برای ارائه هرگونه کمکی که «برادران در پی این فاجعه درخواست کنند»، اعلام نمود.[۶۴][۸۹]
- عمان: وزارت امور خارجهٔ عمان مراتب تسلیت و همدردی سلطنت عمان را به جمهوری اسلامی ایران در پی وقوع انفجار ابراز کرد. سلطنت عمان همچنین آرزوی بهبودی سریع برای مجروحان و آسیب دیدگان را اعلام کرد.[۹۰]
- فرانسه: سفارت فرانسه در ایران در وبگاه خود این حادثه را تسلیت گفت. این وبگاه نوشت: «فرانسه از آمار بالای قربانیان انفجاری که روز ۶ اردیبهشت ۱۴۰۴ در بندرعباس روی داد متأسف است. فرانسه به خانواده‌های قربانیان تسلیت می‌گوید و برای مجروحان آرزوی بهبودی دارد.»[۹۱]
- قرقیزستان: صدر جباروف، رئیس‌جمهور قرقیزستان، این حادثهٔ انفجار را به مسعود پزشکیان، خانواده و بستگان درگذشتگان تسلیت گفت و برای مجروحان شفای عاجل آرزو کرد.[۹۲]
- قزاقستان: قاسم جومارت توکایف، رئیس‌جمهور قزاقستان در پیامی این حادثه را به مسعود پزشکیان، رئیس‌جمهور ایران تسلیت و برای آسیب دیدگان آرزوی سلامتی و بهبودی کرد.[۹۳]
- قطر: تمیم بن حمد آل ثانی، امیر قطر نیز با ارسال پیامی به مسعود پزشکیان، مراتب همدردی و تسلیت خود را در پی این حادثه ابراز کرد و برای مصدومان شفای عاجل مسئلت کرد.[۶۴]
- کره جنوبی: سفارت کرهٔ جنوبی در تهران طی پیامی با خانواده‌های قربانیان و مجروحان حادثه انفجار ابراز همدردی کرد.[۹۴]
- کوبا: میگل دایاز-کانل، رئیس‌جمهو کوبا و دیگر مقامات کوبا از جمله مانوئل مارِرو کروز، نخست‌وزیر، امیلیو لوسادا گارسیا، رئیس روابط بین‌الملل حزب کمونیست کوبا، استبان لازو، رئیس پارلمان کوبا، برونو رودریگز پاریا، وزیر امور خارجهٔ کوبا در پیام‌هایی در واکنش به این حادثه، مراتب تسلیت خود را به ملت و دولت ایران ابراز داشتند.[۹۵]
- کویت: وزارت امور خارجهٔ کویت در پی این انفجار در بیانیه‌ای، مراتب تسلیت عمیق خود را به جمهوری اسلامی ایران، دولت و ملت آن کشور به ابراز کرد و برای مجروحان آرزوی بهبودی سریع نمود.[۹۶]
- لهستان: وزارت امور خارجهٔ لهستان در بیانیه‌ای، ضمن ابراز تأسف خود از این حادثه، اعلام کرد: «از شنیدن خبر انفجار در بندر عباس ایران عمیقاً متأثر شدیم. تسلیت صمیمانه خود را به خانواده‌های قربانیان ابراز می‌کنیم و برای مجروحان آرزوی بهبودی سریع داریم. در این دوران سخت، با مردم ایران ابراز همدردی می‌کنیم.»[۸۲]
- لیبی: وزارت امور خارجه و همکاری‌های بین‌المللی دولت وحدت ملی لیبی مراتب تسلیت خود را به دولت و ملت جمهوری اسلامی ایران در این حادثه ابراز داشته و برای قربانیان سوگواری کرد. این وزارتخانه در بیانیه‌ای اعلام کرد: «ضمن تسلیت به خانواده‌های قربانیان، همبستگی لیبی را با جمهوری اسلامی ایران، دولت و ملت آن در این ضایعه دردناک ابراز می‌کند و برای مجروحان آرزوی بهبودی سریع دارد.»[۹۷]
- مجارستان: پیتر سیارتو، وزیر امور خارجهٔ مجارستان در پیامی به عباس عراقچی، ضمن ابراز تأسف از وقوع حادثه، مراتب تسلیت و همدردی خود را با خانواده‌های جان‌باختگان و دولت و ملت ایران ابراز داشت و برای مصدومان آرزوی بهودی و سلامتی کرد.[۹۸]
- مصر: وزارت امور خارجهٔ مصر تسلیت خود را به قربانیان انفجار ابراز و همبستگی خود را با ملت ایران در مواجهه با پیامدهای ویرانگر این حادثه اعلام کرد.[۹۹]
- مکزیک: دولت مکزیک با ایران ابراز همبستگی کرد. وزارت امور خارجهٔ مکزیک در بیانیه‌ای این حادثه را به ملت و دولت جمهوری اسلامی ایران تسلیت گفت و در بیانیهٔ خود، حمایت خود را از خانواده‌های قربانیان و آسیب‌دیدگان ابراز کرد و برای مجروحان آرزوی بهبودی سریع نمود.[۱۰۰]
- نروژ: سفارت نروژ در ایران به خانوادهٔ قربانیان انفجار تسلیت گفت.[۱۰۱]
- نیجریه: یوسف توگار، وزیر امور خارجهٔ نیجریه، در بیانیه‌ای که توسط سخنگوی این وزارتخانه، کیمیبی ابیانفا، منتشر شد، مراتب تسلیت دولت خود را به ایران ابلاغ کرد.[۱۰۲]
- نیکاراگوئه: دولت نیکاراگوئه در بیانیه‌ای خطاب به علی خامنه‌ای رهبر ایران و مسعود پزشکیان رئیس‌جمهور، تسلیت و همدردی خود را بیان نمود.[۱۰۳]
- ونزوئلا: دولت ونزوئلا در بیانیه‌ای رسمی، همدردی و همبستگی خود را با جمهوری اسلامی ایران پس از این حادثه بیان کرد. در این بیانیه دولت ونزوئلا مراتب تسلیت خود را به خانواده‌های قربانیان ابراز کرده و برای زخمیان این حادثه، بهبودی آرزو کرده است.[۱۰۴]
- ویتنام: لوانگ کوانگ، رئیس‌جمهور ویتنام، با ارسال پیامی به مسعود پزشکیان این حادثه را تسلیت گفت.[۱۰۵]
- هند: نارندرا مودی، نخست‌وزیر هند در تماس تلفنی با رئیس‌جمهور ایران در عصر ۶ اردیبهشت ۱۴۰۴، دربارهٔ آخرین تحولات منطقه شبه قاره هند و همچنین روابط دوجانبه ایران و هند؛ از حادثهٔ بندر شهید رجایی ابراز تأسف کرد و آمادگی کشورش را برای هرگونه کمک به ایران اعلام کرد.[۱۰۶]
- یمن: مهدی المشاط، رئیس شورای عالی سیاسی پیام تسلیتی به مسعود پزشکیان رئیس‌جمهور ایران ارسال کرد.[۱۰۷]

### فراملی
- سازمان ملل متحد: «استفان دوجاریک» سخنگوی سازمان ملل متحد، با مردم و دولت ایران ابراز همدردی کرد و تسلیت گفت.[۶۲]
- اتحادیه اقتصادی اوراسیا: باگیت جان ساگینتایف، رئیس هیئت اجرایی کمیسیون اقتصادی اوراسیا با ارسال پیام تسلیتی به مسعود پزشکیان، وقوع این حادثه را تسلیت گفت. او ضمن تسلیت و ابراز همدردی با خانواده‌های جانباختگان، برای همهٔ مجروحان، بهبودی سریع آرزو کرد.[۱۰۸]
- سازمان همبستگی کشورهای اسلامی: تسلیت «صمیمانه و عمیق‌ترین مراتب تسلیت خود را به مردم ایران، به ویژه خانواده‌های قربانیان، در پی انفجاری که در بندری در شهر بندرعباس در جنوب ایران رخ داد،» ابراز کرد. این اتحادیه همبستگی خود را با مردم ایران در این فاجعه ابراز کرد و برای مجروحان آرزوی بهبودی سریع بیان کرد.[۱۰۹]
- سازمان همکاری شانگهای: نورلان یرمکبایف، دبیرکل سازمان همکاری شانگهای در پیامی به عباس عراقچی ضمن ابراز تأسف از وقوع حادثهٔ انفجار، با خانواده‌های جان‌باختگان و دولت و ملت ایران ابراز همدردی کرد و برای مجروحان آرزوی بهبودی کرد.[۱۱۰]
- سازمان همکاری اقتصادی: اسد مجید خان، دبیرکل سازمان همکاری اقتصادی در پیام به عباس عراقچی این حادثه را تسلیت گفت و با خانواده‌های قربانیان و همه آسیب‌دیدگان ابراز همدردی کرد و برای مجروحان آرزوی بهبودی سریع نمود.[۱۱۱]
- اوپک: هیثم الغیص، دبیرکل سازمان کشورهای صادرکنندهٔ نفت، در پیامی به وزیر نفت ایران، محسن پاک‌نژاد، تسلیت و همدردی خود را ابراز کرد.[۱۱۲]
- سازمان بین‌المللی دریانوردی: آریسینیو دومینگز، دبیرکل سازمان بین‌المللی دریانوردی در پیامی به سیدعلی موسوی سفیر فوق‌العاده و تام‌الاختیار نماینده دائم جمهوری اسلامی ایران نزد سازمان، این حادثه را تسلیت گفت.[۱۱۳]
- مجمع کشورهای صادرکننده گاز: محمد حامل، دبیرکل مجمع کشورهای صادرکنندهٔ گاز در پیامی به محسن پاک‌نژاد وزیر نفت ایران، این حادثه را تسلیت گفت و مراتب همدردی خود با ملت ایران را ابراز کرد.[۱۱۴]
- اتحادیه اروپا: کایا کالاس، مسئول سیاست خارجی و امنیتی اتحادیه اروپا، در طی تماسی تلفنی با عباس عراقچی دربارهٔ تحولات منطقه‌ای و بین‌المللی در روز ۱۵ اردیبهشت، تسلیت خود و اتحادیه اروپا را برای این حادثه ابراز داشت و با خانواده قربانیان همدردی نمود.[۱۱۵]
- اینترپل: احمد ناصر رئیسی، در پی حادثه انفجار، به سردار احمدرضا رادان، فرمانده کل انتظامی ایران در ۱۸ اردیبهشت تسلیت گفت.[۱۱۶]

### احزاب
حزب‌الله لبنان، جبهه مردمی برای آزادی فلسطین، کمیته‌های مقاومت مردمی فلسطین، حماس، جهاد اسلامی فلسطین، سازمان مجاهدین خلق ایران و حزب توده پیغام همدردی و تسلیت فرستادند.